# Hermann Brandl (Heimatforscher)
Hermann Brandl (* 1874 in Lobs; † 1938) war ein sudetendeutscher Lehrer und Heimatforscher.
Brandl besuchte die Lehrerbildungsanstalt in Eger, Fortbildungsschulen für Zeichnen und landwirtschaftliche Volksbildungsschulen, wo er das Prüfung für das Lehramt erfolgreich ablegte. Seit 1893 arbeitete er als Lehrer, zuletzt als Oberlehrer in Unterrothau.
In seiner Freizeit beschäftigte er sich mit der Heimatgeschichte des Bezirkes Graslitz und der angrenzenden Gebiete, über die er zahlreiche Aufsätze veröffentlichte und Vorträge hielt.
Sein Sohn Erhard Brandl (1923–1974) war Prospektor und Erforscher der Kultur der Aborigines.

## Werke (Auswahl)
- Sagen des Bezirkes Graslitz
- Sagen und geschichtliche Erzählungen aus dem westlichen Erzgebirge für die Jugend, Rothau 1927
- Geschichtliche Mitteilungen aus dem Bezirk Graslitz, mit Beschreibung der Steuerrolle 1654 mit allen zur Herrschaft Graslitz gehörigen Orten, Rothau 1928.
- Festschrift zur 400 Jahrfeier der Stadt Heinrichsgrün, Heinrichsgrün 1937